# 諏訪町駅
諏訪町駅（すわちょうえき）は、愛知県豊川市諏訪三丁目にある、名古屋鉄道豊川線の駅である。駅番号はTK02。「町」を省いて単に「諏訪駅」と呼ばれることも多い。現在は無人駅となっている。

## 歴史
- 1945年（昭和20年）1月27日 - 市役所前駅として開業。
- 1955年（昭和30年）1月20日 - 諏訪町駅に改称。
- 1972年（昭和47年）6月1日 - ホームを6両編成対応に延伸。
- 1983年（昭和58年）12月24日 -  駅舎改築[2]。駅員配置[3]。構内踏切廃止[4]。
- 2007年（平成19年）3月14日 - トランパス導入、無人化[3]。
- 2011年（平成23年）2月11日 - ICカード乗車券「manaca」供用開始。
- 2012年（平成24年）2月29日 - トランパス供用終了。

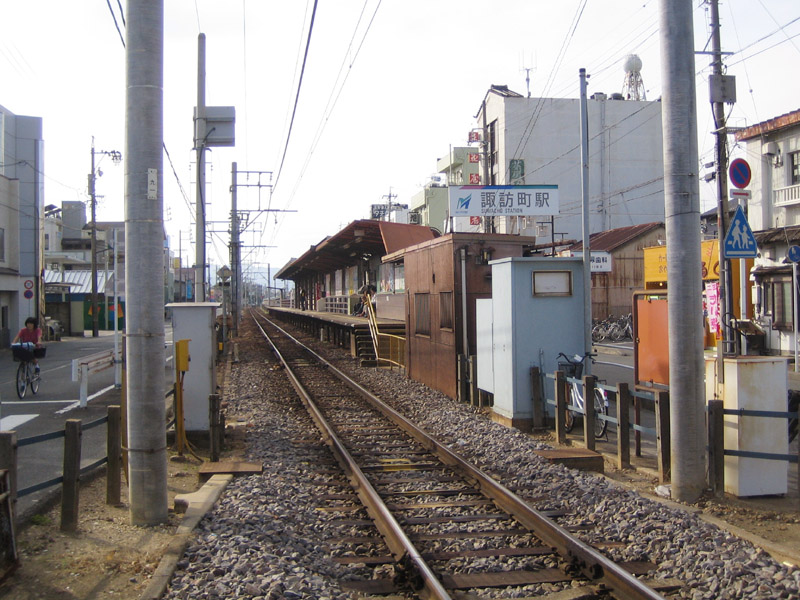
トランパス導入前。 茶色の建物が旧駅舎。

## 駅構造
単式ホーム1面1線の地上駅。駅集中管理システムが導入された無人駅（管理駅は国府）である。2007年（平成19年）3月13日までは有人駅であった。
線路の両側を道路に挟まれて、狭隘な立地となっている。駅周辺でイベントが発生すると駅前の道路に列が溢れ返ることもある。また路上に臨時の出札窓口が置かれることもある。
改札口は2箇所あり、豊川稲荷寄りの東改札口付近には自動券売機（新規通勤manaca定期乗車券及び継続manaca定期乗車券の購入も可能ではあるが、7:00～22:00以外の時間帯はクレジットカードでの決済は不可能となる）と自動精算機（ICカードの積み増し等も可能）を1台ずつ備えている。一方、国府寄りの西改札口付近にはインターホンは設置されているが、自動券売機と自動精算機精算機が設置されていない。そのため、乗車券の購入や精算、ICカードの積み増しが必要な場合は東改札口を利用する必要がある。なお、いずれの改札口もトランパス導入前からあったが、駅の係員は東改札口にだけ配置されていた。そのため、以前は駅員配置時間帯は西口の使用はできず、東口で全ての乗降客を取り扱っていた。トイレは改札外に設置されている。
豊川線の駅で唯一、列車交換ができない。そのため、この駅の付近で上下の列車が接近している場合は、国府寄りに設けられている諏訪新道信号場（旧・諏訪新道駅）で列車交換を行う。

### のりば
| 路線      | 方向 | 行先                         |
| --------- | ---- | ---------------------------- |
| TK 豊川線 | 上り | 豊川稲荷ゆき                 |
| TK 豊川線 | 下り | 国府・東岡崎・名鉄名古屋方面 |

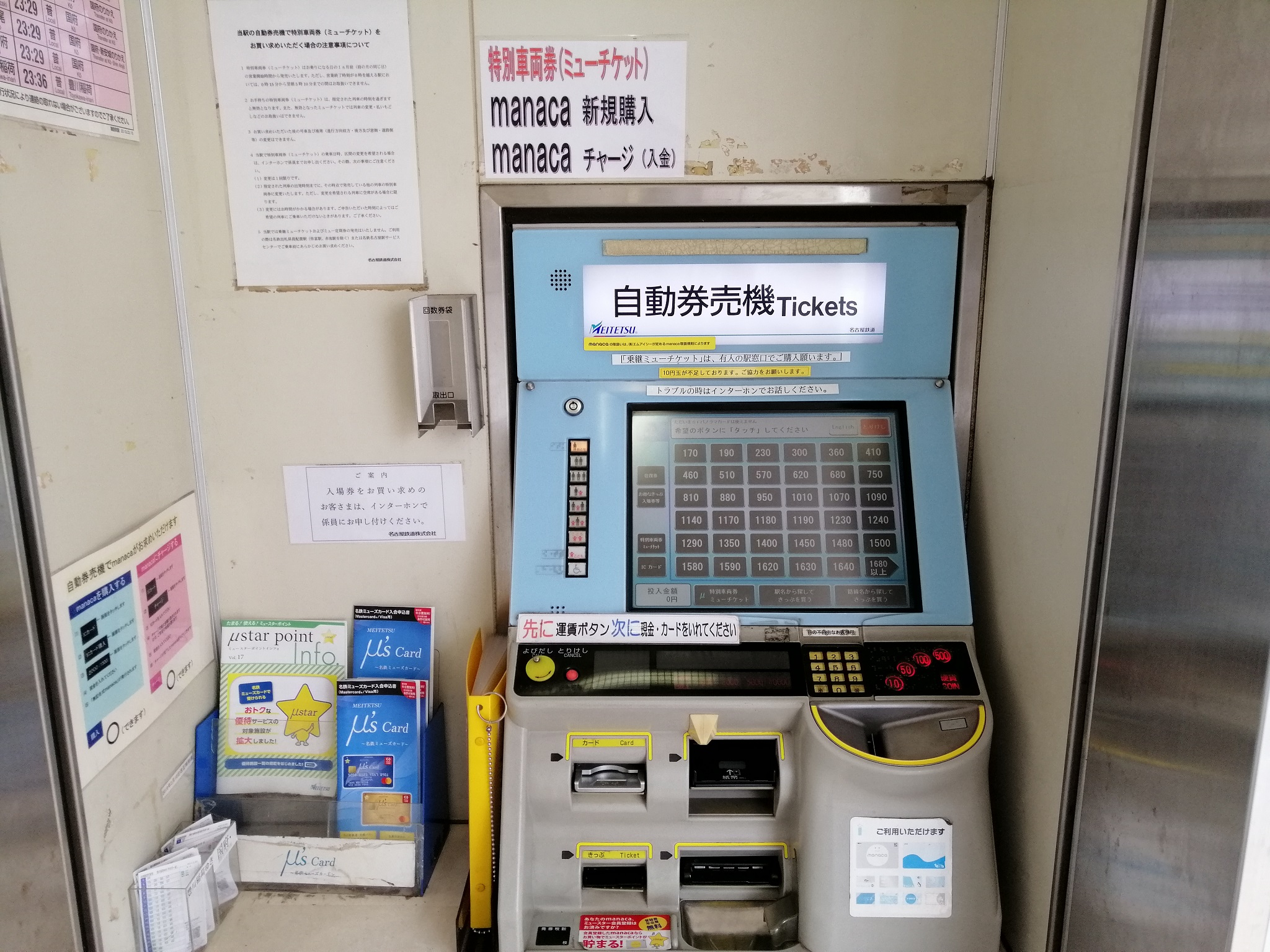
自動券売機
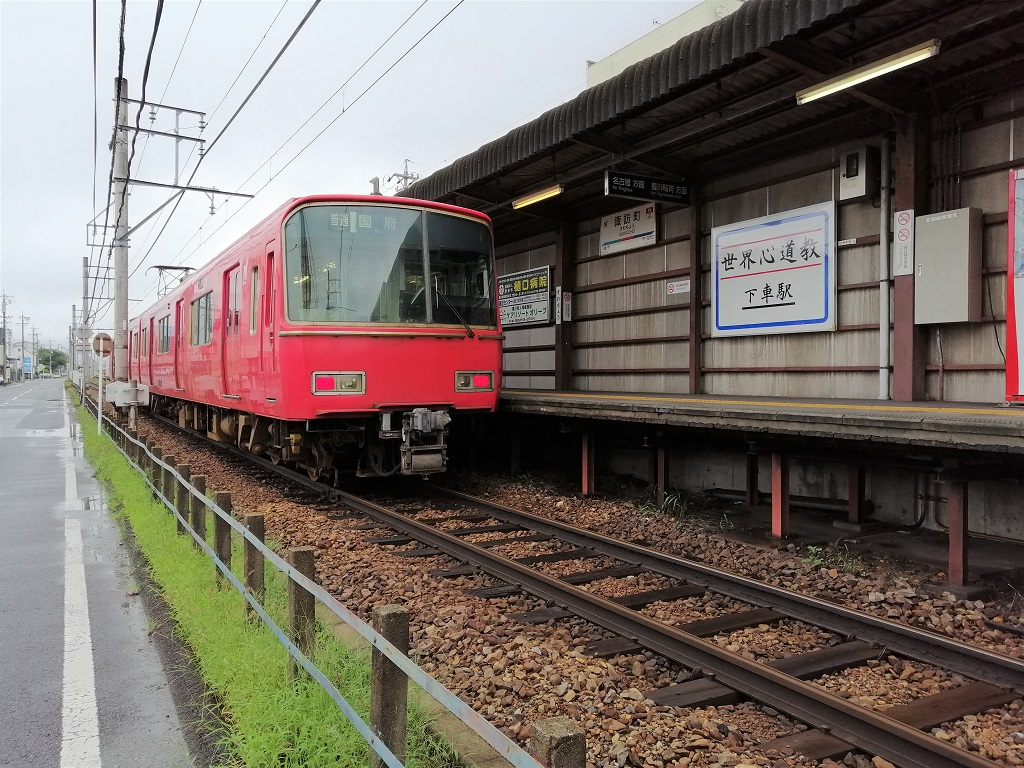
ホーム
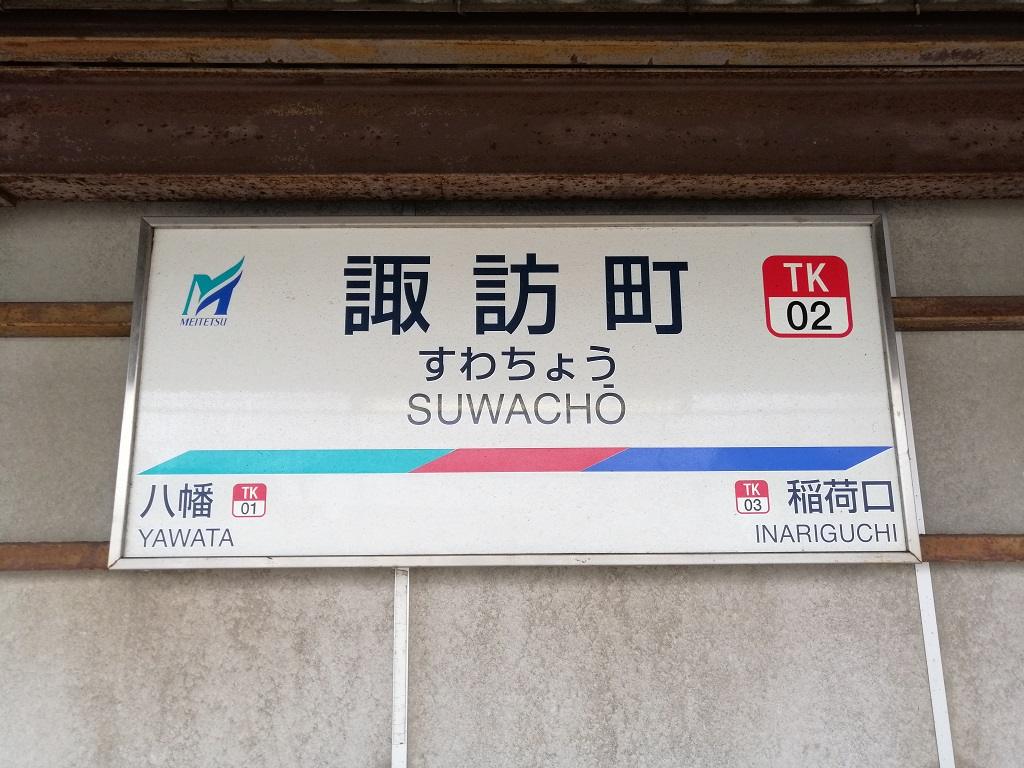
駅名標

### 配線図
| ← 豊川稲荷方面 | 諏訪町駅 構内配線略図 | → 国府・ 名古屋方面 |
| 凡例 出典:     |                       |                     |

## 利用状況
- 『移動等円滑化取組報告書』によると、2019年度の1日平均乗降人員は4,649人である[1]。
- 『名鉄120年：近20年のあゆみ』によると2013年度当時の1日平均乗降人員は4,495人であり、この値は名鉄全駅（275駅）中93位、 豊川線（5駅）中3位であった[9]。
- 『名古屋鉄道百年史』によると1992年度当時の1日平均乗降人員は4,616人であり、この値は岐阜市内線均一運賃区間内各駅（岐阜市内線・田神線・美濃町線徹明町駅 - 琴塚駅間）を除く名鉄全駅（342駅）中101位、豊川線（5駅）中3位であった[10]。

『愛知県統計年鑑』、『豊川市の統計』各号によると、一日平均乗車人員の推移は以下の通りである。
| 年                 | 乗車人員 | 乗車人員 | 備考   |
| 年                 | 総数     | 定期     | 備考   |
| ------------------ | -------- | -------- | ------ |
| 1978（昭和53）年度 | 2329     | 1926     | [ 11 ] |
| 1979（昭和54）年度 | 2345     | 1919     | [ 12 ] |
| 1980（昭和55）年度 | 2300     | 1843     | [ 13 ] |
| 1981（昭和56）年度 | 2315     | 1858     | [ 14 ] |
| 1982（昭和57）年度 | 2372     | 1903     | [ 15 ] |
| 1983（昭和58）年度 | 2521     | 1924     | [ 16 ] |
| 1984（昭和59）年度 | 2545     | 1771     | [ 17 ] |
| 1985（昭和60）年度 | 2341     | 1596     | [ 18 ] |
| 1986（昭和61）年度 | 2262     | 1528     | [ 19 ] |
| 1987（昭和62）年度 | 2178     | 1455     | [ 20 ] |
| 1988（昭和63）年度 | 2160     | 1437     | [ 21 ] |
| 1989（平成元）年度 | 2243     | 1470     | [ 22 ] |
| 1990（平成02）年度 | 2260     | 1497     | [ 23 ] |
| 1991（平成03）年度 | 2264     | 1499     | [ 24 ] |
| 1992（平成04）年度 | 2296     | 1531     | [ 25 ] |
| 1993（平成05）年度 | 2268     | 1518     | [ 26 ] |
| 1994（平成06）年度 | 2151     | 1456     | [ 27 ] |
| 1995（平成07）年度 | 2149     | 1456     | [ 28 ] |
| 1996（平成08）年度 | 2063     | 1402     | [ 29 ] |
| 1997（平成09）年度 | 1955     | 1330     | [ 30 ] |
| 1998（平成10）年度 | 1891     | 1293     | [ 31 ] |
| 1999（平成11）年度 | 1817     | 1246     | [ 32 ] |
| 2000（平成12）年度 | 1790     | 1223     | [ 33 ] |
| 2001（平成13）年度 | 1826     | 1229     | [ 34 ] |
| 2002（平成14）年度 | 1852     | 1258     | [ 35 ] |
| 2003（平成15）年度 | 1869     | 1261     | [ 36 ] |
| 2004（平成16）年度 | 1868     | 1266     | [ 37 ] |
| 2005（平成17）年度 | 1896     | 1280     | [ 38 ] |
| 2006（平成18）年度 | 1942     | 1321     | [ 39 ] |
| 2007（平成19）年度 | 2014     | 1316     | [ 40 ] |
| 2008（平成20）年度 | 2071     | 1371     | [ 41 ] |
| 2009（平成21）年度 | 2037     | 1379     | [ 42 ] |
| 2010（平成22）年度 | 2062     | 1409     | [ 43 ] |
| 2011（平成23）年度 |          |          |        |
| 2012（平成24）年度 |          |          |        |
| 2013（平成25）年度 | 2254     |          | [ 44 ] |
| 2014（平成26）年度 | 2191     |          | [ 44 ] |
| 2015（平成27）年度 | 2250     |          | [ 44 ] |
| 2016（平成28）年度 | 2281     |          | [ 44 ] |
| 2017（平成29）年度 | 2337     |          | [ 44 ] |

## 駅周辺
諏訪地区は、戦時中の豊川海軍工廠建設までは、本野ヶ原の入会地を後背とした旧八幡村の一集落だったが、海軍工廠建設により発展した。戦後、市の中心的な商業・業務機能が集積したが、近年では郊外型店舗の発達が著しく、市内で商業地が分散化傾向にあるため、市の中心拠点として空洞化への対策が課題となっている。
- 豊川市役所
- 豊川市総合体育館
- 陸上自衛隊豊川駐屯地
- 豊川郵便局
- 豊川市中央図書館
- 豊川市文化会館
- 豊川警察署
- 桜トンネル
- 豊川公園
- 遠鉄ストア 豊川店
- カネスエ 蔵子店
- プリオ（フードマーケット マム豊川店 他）
- 世界心道教本部
- 豊川信用金庫諏訪支店
- 名古屋銀行豊川支店
- 愛知県立豊川工科高等学校
- 日本車輌製造　豊川製作所
- 名古屋大学太陽地球環境研究所豊川分室（旧岡崎高等師範学校、名古屋大学教育学部附属中学校・高等学校の校地を使用）
- 愛知県道400号豊橋豊川線（南大通）
- 豊川市立中部小学校

## バス路線
- 豊鉄バス「心道教前」バス停
  - 豊川線
  - 新豊線
  - 新宿・豊橋エクスプレス ほの国号 （東京新宿・中野・練馬駅北口行）

当駅の北約300mのところには豊川体育館前バス停もあり、ここから豊川市コミュニティバスに乗車可能。

## 隣の駅
名古屋鉄道
TK 豊川線
□快速特急・■特急・■急行・■準急・■普通
八幡駅（TK01） - （諏訪新道信号場） - 諏訪町駅（TK02） - 稲荷口駅（TK03）